# Supertaça Cândido de Oliveira 1988
La Supertaça Cândido de Oliveira 1988 è stata la 10ª edizione di tale edizione, l'annuale incontro di apertura della stagione calcistica portoghese che vede di fronte i vincitori della Primeira Divisão della stagione precedente e della Taça de Portugal (o la finalista di quest'ultima in caso il vincitore di campionato e coppa coincidano).
Nella Supercoppa del 1988 si affrontarono il Porto (campione della Primeira Divisão 1987-88) e il Vitória Guimarães, finalista perdente della Taça de Portugal proprio contro il Porto.
Nella gara d'andata giocata allo Stadio D. Afonso Henriques di Guimarães i padroni di casa ebbero la meglio vincendo 2-0. Al ritorno ad Oporto finì 0-0.
Per il Vitória Guimarães si trattò del primo successo in Supercoppa di Portogallo della sua storia, nonché primo titolo nazionale in assoluto.

## Tabellini

### Andata
| Arbitro: | Coroado (Lisbona) |

|                               |           |  |
| Dêcio António 40’ N'Dinga 51’ | Marcatori |  |

| Vitória Guimarães | Porto |

#### Formazioni
| Vitória Guimarães |   |                  |  |     |
|                   |   |                  |  |     |
| P                 | 1 | Neno             |  |     |
| D                 |   | Nando            |  |     |
| D                 |   | Germano Santos   |  |     |
| D                 |   | Nenê             |  |     |
| D                 |   | Basílio Marques  |  |     |
| C                 |   | Soeiro           |  |     |
| C                 |   | António Carvalho |  |     |
| C                 |   | N'Dinga Mbote    |  |     |
| A                 |   | Roldão           |  | 78’ |
| A                 |   | Chiquinho Carlos |  | 81’ |
| A                 |   | Dêcio António    |  |     |
| Sostituiti:       |   |                  |  |     |
| D                 |   | Renê Weber       |  | 81’ |
| C                 |   | Silvinho         |  | 78’ |
| Allenatore:       |   |                  |  |     |
| Geninho           |   |                  |  |     |

| Porto       |   |                   |  |     |
|             |   |                   |  |     |
| P           | 1 | Zé Beto           |  |     |
| D           |   | João Pinto        |  |     |
| D           |   | Dito              |  |     |
| D           |   | Kalombo N'Kongolo |  |     |
| D           |   | Augusto Inácio    |  |     |
| C           |   | António André     |  |     |
| C           |   | Jaime Magalhães   |  |     |
| C           |   | António Sousa     |  |     |
| C           |   | Vermelhinho       |  | 60’ |
| A           |   | Domingos          |  |     |
| A           |   | Rui Águas         |  |     |
| Sostituiti: |   |                   |  |     |
| C           |   | Everton Nogueira  |  | 60’ |
| Allenatore: |   |                   |  |     |
| Quinito     |   |                   |  |     |

### Ritorno
| Oporto 19 ottobre 1988 Ritorno | Porto             | 0 – 0 referto | Vitória Guimarães | Stadio das Antas\| Arbitro: \| Correio (Lisbona) \| |
| Arbitro:                       | Correio (Lisbona) |               |                   |                                                     |

| Porto | Vitória Guimarães |

#### Formazioni
| Porto       |   |                   |  |     |
|             |   |                   |  |     |
| P           | 1 | Zé Beto           |  |     |
| D           |   | João Pinto        |  |     |
| D           |   | Dito              |  |     |
| D           |   | Kalombo N'Kongolo |  |     |
| D           |   | Branco            |  | 59’ |
| C           |   | António André     |  |     |
| C           |   | António Sousa     |  |     |
| C           |   | Jaime Pacheco     |  |     |
| C           |   | José Semedo       |  | 30’ |
| A           |   | Domingos          |  |     |
| A           |   | Rui Águas         |  |     |
| Sostituiti: |   |                   |  |     |
| C           |   | Rui Manuel        |  | 30’ |
| C           |   | Vermelhinho       |  | 59’ |
| Allenatore: |   |                   |  |     |
| Quinito     |   |                   |  |     |

| Vitória Guimarães |   |                  |  |     |
|                   |   |                  |  |     |
| P                 | 1 | Neno             |  |     |
| D                 |   | Nando            |  |     |
| D                 |   | Germano Santos   |  |     |
| D                 |   | Bené             |  |     |
| D                 |   | Basílio Marques  |  |     |
| C                 |   | António Carvalho |  |     |
| C                 |   | N'Dinga Mbote    |  |     |
| C                 |   | Renê Weber       |  |     |
| C                 |   | João Baptista    |  | 87’ |
| C                 |   | Silvinho         |  | 76’ |
| A                 |   | Chiquinho Carlos |  |     |
| Sostituiti:       |   |                  |  |     |
| C                 |   | Soeiro           |  | 87’ |
| A                 |   | Roldão           |  | 76’ |
| Allenatore:       |   |                  |  |     |
| Geninho           |   |                  |  |     |